# لويس شوفالييه (عداء مشي)
لويس شوفالييه (بالفرنسية: Louis Chevalier)‏ هو عداء مشي فرنسي، ولد في 28 أبريل 1921 في Chavagne ‏ في فرنسا، وتوفي في 13 نوفمبر 2006 في رين في فرنسا.

## وصلات خارجية
- لويس شوفالييه على موقع الاتحاد الفرنسي لألعاب القوى (الفرنسية)
- لويس شوفالييه على موقع أوليمبيديا (الإنجليزية)